# Archidendron havilandii
Archidendron havilandii är en ärtväxtart som först beskrevs av Henry Nicholas Ridley, och fick sitt nu gällande namn av Ivan Christian Nielsen. Archidendron havilandii ingår i släktet Archidendron och familjen ärtväxter. Inga underarter finns listade i Catalogue of Life.